# Ptychocoleus wichurae
Ptychocoleus wichurae là một loài Rêu trong họ Lejeuneaceae. Loài này được (Schiffner) Stephani miêu tả khoa học đầu tiên năm 1912.